# Alantsilodendron villosum
Alantsilodendron villosum är en ärtväxtart som först beskrevs av René Viguier, och fick sitt nu gällande namn av Villiers. Alantsilodendron villosum ingår i släktet Alantsilodendron och familjen ärtväxter. Inga underarter finns listade i Catalogue of Life.